# Żydowo (przystanek kolejowy)
Żydowo – przystanek kolejowy w Żydowie, w województwie wielkopolskim, w Polsce. Kursują na nim pociągi relacji Jarocin – Gniezno, obsługiwane przez Koleje Wielkopolskie. W 2018 roku perony zostały zmodernizowane.

## Linki zewnętrzne

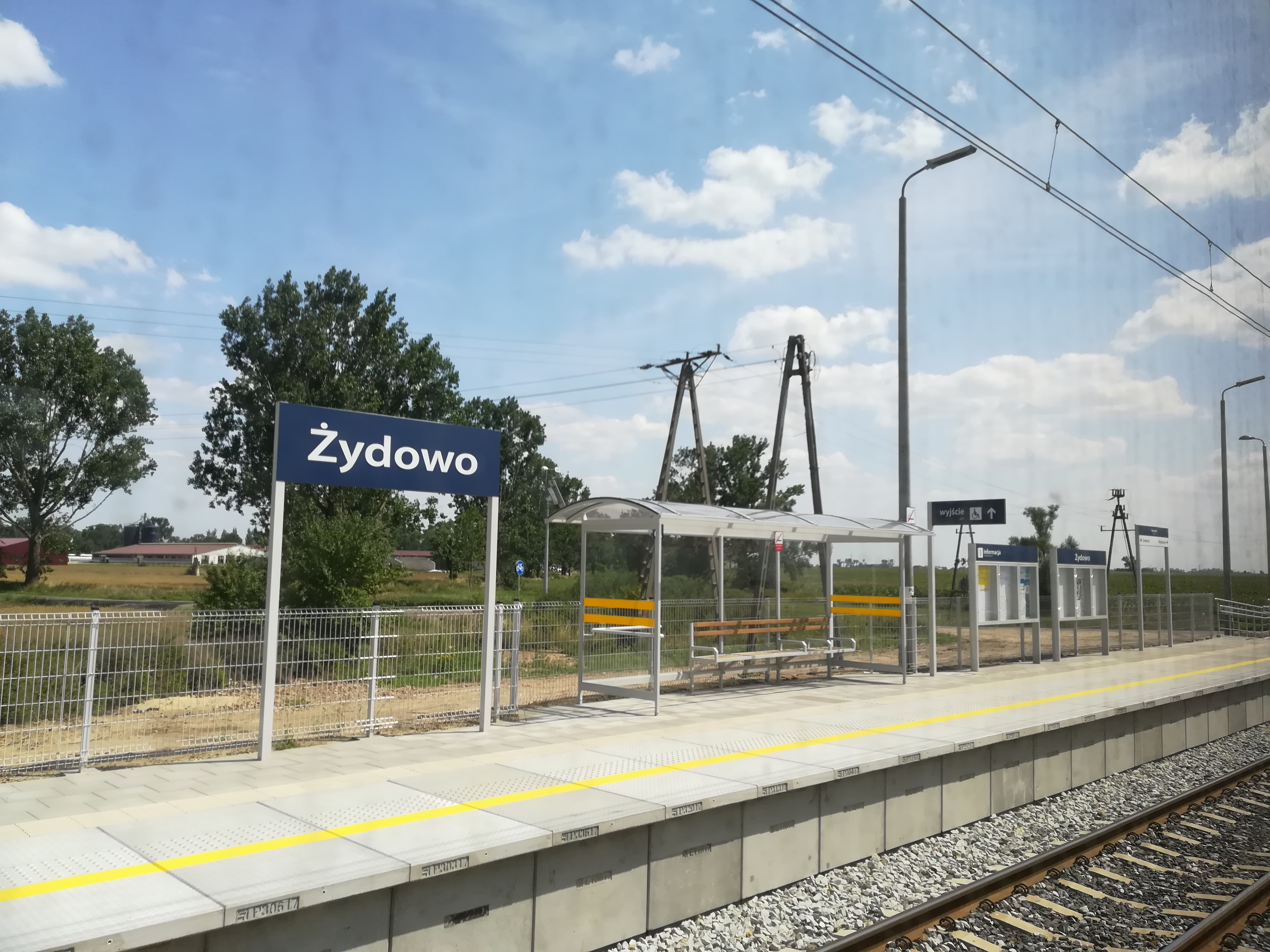
Peron po modernizacji w 2018

## Ruch pasażerski
| Rok  | Wymiana pasażerska na dobę |
| ---- | -------------------------- |
| 2017 | –                          |
| 2022 | 50-99                      |